# Intrarea triumfală în Ierusalim

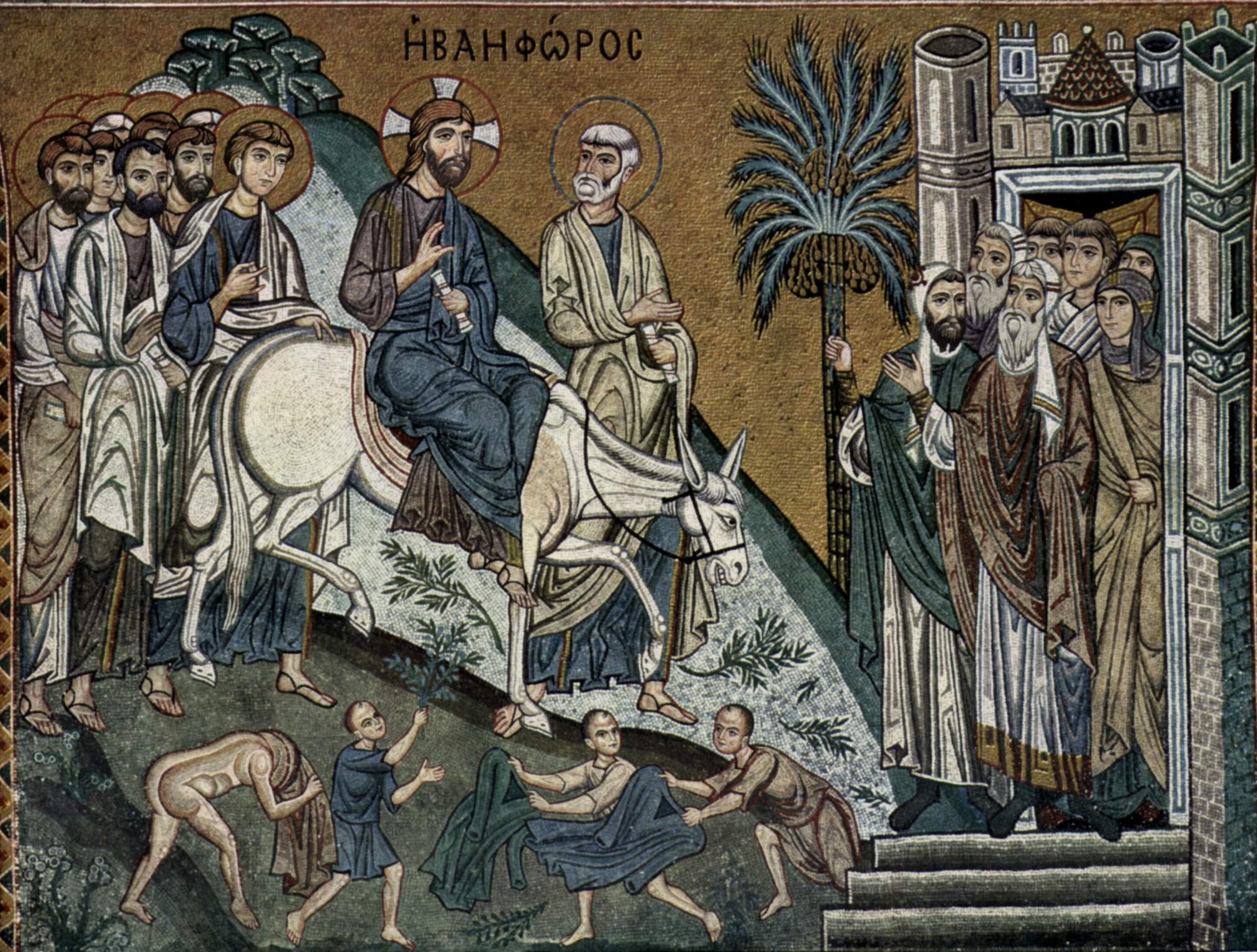

Intrarea triumfală a lui Iisus în Ierusalim în zilele dinaintea Patimilor este descrisă în Evanghelia după Marcu în capitolul 11. Iisus și discipolii lui se apropie dinspre Betfaghe și Betania, orașe din marginea Ierusalimului. Betania era la aproximativ două mile (3,2 km) la est de orașul de pe Muntele Măslinilor.

## Din Noul Testament
Când s-au apropiat de Ierusalim și au fost lângă Betfaghe și Betania, înspre Muntele Măslinilor, Iisus a trimis doi dintre ucenicii Săi și le-a zis: „Duceți-vă în satul dinaintea voastră; îndată ce veți intra în el, veți găsi un măgăruș legat, pe care n-a încălecat încă nici un om, dezlegați-l și aduceți-Mi-l. Dacă vă va întreba cineva: «Pentru ce faceți lucrul acesta?» să răspundeți: «Domnul are nevoie de el. Și îndată îl va trimite înapoi aici.»” Ucenicii s-au dus, au găsit măgărușul legat afară lângă o ușă, la cotitura drumului și l-au dezlegat. Unii din cei ce stăteau acolo le-au zis: „Ce faceți? De ce dezlegați măgarul ăsta?” Ei le-au răspuns cum le poruncise Iisus. Și i-au lăsat sa plece. Au adus măgărușul la Iisus și-au aruncat hainele pe el și Iisus a încălecat pe el. Mulți oameni își așterneau hainele lor în drum, iar alții presărau ramuri pe care le tăiaseră de pe câmp. Cei ce mergeau înainte și cei ce veneau după Iisus strigau: „Osana! Binecuvântat este cel ce vine în numele Domnului! Binecuvântată e Împărăția care vine, Împărăția părintelui nostru David! Osana în ceruri preaînalte!” Iisus a intrat în Ierusalim și S-a dus în Templu. După ce s-a uitat la toate lucrurile din jur a plecat la Betania cu cei doisprezece apostoli.(Evanghelia dupa MARCU) (11).
Când s-au apropiat de Ierusalim și au ajuns la Betfaghe, înspre Muntele Măslinilor, Iisus a trimis doi ucenici și le-a zis: "Duceți-va in satul dinaintea voastră: în el veți găsi îndata o măgărița legată și un măgăruș împreună cu ea; dezlegați-i și aduceți-i la Mine! Dacă vă va zice cineva ceva, să spuneți că Domnul are nevoie de ei. Și îndată îi va trimite". Dar toate aceste lucruri s-au întâmplat ca să se împlineasca ce fusese vestit prin proorocul, care zice: Spuneți fiicei Sionului: Iată, Împaratul tău vine  la tine, blând și călare pe un măgar. Pe un măgăruș, mânzul unei măgărițe.
"Ucenicii s-au dus și au făcut cum le poruncise Iisus.
Au adus măgărița si măgărul, și-au pus  hainele peste ei și El s-a asezat deasupra.
Cei mai mulți din mulțime își așterneaau hainele pe drum: alții tăiau ramuri din copaci și le presărau în drum.
Mulțimile care mergeau înaintea lui Iisus și cele care veneau în urma Sa strigau: "Osana, Fiul lui David! Binecuvântat e cel ce vine în numele Domnului! Osana întru cei de sus!” Cănd a intrat in Ierusalim toată cetatea s-a pus în mișcare și fiecare zicea: "Cine e acesta?" "Este Iisus. Proorocul din Nazaretul Galileei", răspundeau mulțimile. Iisus a intrat în Templul lui Dumnezeu. I-a dat afară pe toți cei care vindeau și cumpărau în Templu, a răsturnat mesele schimbătorilor de bani și scaunele celor care vindeau porumbei, și le-a zis: Este scris: Casa Mea se va numi o casă de rugăciune. Dar voi ați facut din ea o peștera de tâlhari. "Niște orbi și șchiopi au venit la El la Templu și El i-a vindecat. Dar preoții  cei mai de seamă și invățatorii Legii, când au vâzut minunile pe care le făcea și pe copii strigând în Templu și zicând: "Osana Fiul lui David!" s-au umplut de mânie. Și I-au zis: "Auzi ce zic aceștia?" "Da"le-a răspuns Iisus. "Oare nu ați citit niciodată cuvintele acestea: Tu ai scos laude și din gura copiilor si din gura celor care sug?" Și, lăsându-i, a ieșit afară din cetate și s-a îndreptat spre Betania și a rămas acolo peste noapte. (Evanghelia dupa MATEI) (21)

## Duminica Floriilor
Intrarea Domnului în Ierusalim mai este cunoscută și ca „Duminica Floriilor” și este sărbătorită în duminica dinaintea Paștelui. 
În această zi, în România, sunt sărbătoriți toți cei cu nume de flori .